# Быстровица
Быстровица (укр. Бистровиця) — село в Гороховской городской общине Луцкого района Волынской области Украины.
До 2020 года входило в Гороховский район.
Код КОАТУУ — 0720887402. Население по переписи 2001 года составляет 325 человек. Почтовый индекс — 45703. Телефонный код — 3379. Занимает площадь 10,9 км².